# Józef Marian Święcicki
Józef Marian Święcicki (ur. 25 lipca 1904 w Krakowie, zm. 11 sierpnia 1999 tamże) – polski dziennikarz katolicki.

## Życiorys
Był synem Jana i Marii, z d. Czaplińskiej. W 1922 ukończył IV Gimnazjum im. Henryka Sienkiewicza w Krakowie, od grudnia 1922 do stycznia 1923 przebywał w nowicjacie jezuitów, następnie rozpoczął studia na Wydziale Filozoficznym Uniwersytetu Jagiellońskiego. Był członkiem Arcybractwa Miłosierdzia i Sodalicji Mariańskiej. W 1929 obronił na UJ  pracę doktorską Pojęcie moralne szlachty w pamiętnikarstwie polskim XVII w., napisaną pod kierunkiem Wacława Sobieskiego. Od stycznia 1935 był nauczycielem w paulińskim Gimnazjum im. Augustyna Kordeckiego w Krakowie, w tym samym roku zdał nauczycielski egzamin państwowy. W czasie II wojny światowej był pracownikiem Rady Głównej Opiekuńczej.
Po II wojnie światowej pracował do lutego 1947 w Gimnazjum im. Augustyna Kordeckiego, publikował w „Tygodniku Warszawskim”, „Tygodniku Powszechnym”, „Przeglądzie Powszechnym”. Był autorem programowych artykułów dotyczących postawy katolików świeckich wobec władzy komunistycznej O katolickim maksymalizmie (TP nr 5/1947) i Kwestia zasady, nie taktyki (TP nr 16/1947), w których opowiedział się przeciwko poszukiwaniom kompromisów z komunizmem. Od października 1948 był etatowym pracownikiem „Tygodnika Powszechnego”.
Po reaktywacji „Tygodnika Powszechnego” w 1956 nie powrócił do redakcji pisma, w kolejnych latach utrzymywał się z różnych prac zleconych na rzecz zakonów, w tym w seminariach krakowskich. Okazjonalnie publikował w prasie katolickiej.